# Przełęcz Kotuniki
Przełęcz Kotuniki – przełęcz w Beskidzie Średnim (Makowskim) w paśmie Koskowej Góry, położona na wysokości 473 m n.p.m. pomiędzy szczytami Chociabówki (Balowej Góry – 487 m n.p.m.) a Łysonia (657 m n.p.m.). Przez przełęcz nie prowadzi żaden znakowany szlak turystyczny.